# Меркучи
Меркучи — деревня в Афанасьевском районе Кировской области в составе Пашинского сельского поселения.

## География
Расположена на расстоянии примерно 5 км на юг-юго-восток по прямой от центра поселения села Пашино на правом берегу реки Кама.

## История
Известна с 1727 года как деревня Меркучевых из 1 двора. В 1873 году в деревне Меркучевской (состояла из трех деревень) дворов 25 и жителей 167, в 1926 (починок Аникиевский или Меркучевская) дворов 5 и жителей 20 (все «пермяки»), в 1950 (Анисенки) 5 и 17, в 1989 (Аниченки) 10 жителей.
Постановление Думы Кировской области от 01.11.1996 № 27/165 деревня Аниченки переименована в Меркучи.

## Население
| 2010 |
| ---- |
| 7    |

Постоянное население составляло 7 человека (русские 71 %, коми-пермяки 29 %) в 2002 году, 7 в 2010.